# Вельбарк (гміна)
Гмі́на Ве́льбарк (пол. Gmina Wielbark) — місько-сільська гміна у північній Польщі. Належить до Щиценського повіту Вармінсько-Мазурського воєводства.
Станом на 31 грудня 2011 у гміні проживало 6589 осіб.

## Територія
Згідно з даними за 2007 рік площа гміни становила 347.89 км², у тому числі:
- орні землі: 35.00%
- ліси: 57.00%

Таким чином, площа гміни становить 18.00% площі повіту.

## Населення
Станом на 31 грудня 2011:
| Опис     | Загалом | Загалом | Чоловіки | Чоловіки | Жінки | Жінки |
| -------- | ------- | ------- | -------- | -------- | ----- | ----- |
| одиниця  | осіб    | %       | осіб     | %        | осіб  | %     |
| все      | 6589    | 100     | 3398     | 51.57    | 3191  | 48.43 |
| міське   | 0       | 100     | 0        |          | 0     |       |
| сільське | 6589    | 100     | 3398     | 51.57    | 3191  | 48.43 |

## Сусідні гміни
Гміна Вельбарк межує з такими гмінами: Єдвабно, Розоґі, Хожеле, Чарня, Щитно, Яново.